# Baia di Hanauma
La baia di Hanauma è un'insenatura della costa sud-orientale dell'isola di Oahu nell'arcipelago delle Hawaii. La baia, dalla forma a ferro di cavallo, è una delle destinazioni turistiche più popolari dell'isola, data anche la sua vicinanza al centro di Honolulu, capitale dello Stato federato, tanto che in certi periodi ha accolto oltre tre milioni di visitatori all'anno. La frequente presenza di meduse della classe Cubozoa unita al sovrautilizzo eccessivo della sua spiaggia sono i principali motivi che hanno condotto, in diverse occasioni, alla chiusura della baia.
Nel 1956 si decise di utilizzare la dinamite per eliminare porzioni della barriera corallina della baia per far spazio ai cavi telefonici che avrebbero collegato le Hawaii alla costa ovest degli Stati Uniti.

## Origine del nome
Nella lingua hawaiiana la parola hana significa baia. Ci sono quindi due interpretazioni etimologiche della seconda parte del nome. La prima prende in considerazione la parola hawaiiana per curvo, in riferimento alla forma della baia o delle canoe indigene che vi venivano varate. La seconda ritiene invece che il finale del nome della baia sia legato alla parola Uma, il nome con cui è localmento noto il gioco del braccio di ferro.